# 올가 팔
올가 팔(독일어: Olga Pall, 1947년 12월 3일~)은 오스트리아의 알파인 스키 선수로 1968년 동계 올림픽에서 여자 활강 부문 금메달을 획득했다.